# غلامحسین صدری‌افشار
غلامحسین صدری‌افشار (زادهٔ ۲۴ اسفند ۱۳۱۳ در ارومیه – درگذشتهٔ ۲۸ فروردین ۱۳۹۷ در تهران) فرهنگ‌نویس، مترجم، نویسنده و پژوهشگر ایرانی بود. کتاب فرهنگ معاصر فارسی تألیف صدری‌افشار و نسرین حَکَمی و نسترن حَکَمی، از آثار قابل توجه و معتبر در زمینهٔ فرهنگ‌نویسی زبان فارسی است.

## زندگی

### آغاز
غلامحسین صدری‌افشار در ۲۴ اسفند ۱۳۱۳ در ارومیه چشم به جهان گشود. او از خانواده‌ای اصیل از افشارهای اینانلو بود، اما در سه‌سالگی مادرش و در هشت‌سالگی پدرش را از دست داد و یتیم شد؛ بنابراین، او را به پرورشگاه بردند. در سال ۱۳۲۶ محمدرضا پهلوی در بازدیدی اتفاقی، او را دید و از استعداد او شگفت‌زده شد. به دستور شاه او را به تهران بردند و امکانات تحصیل در اختیارش قرار دادند. با این حمایت در سال ۱۳۲۸ با تشویق یک روزنامه‌نگار به تحصیل در مدرسهٔ فردوسی تبریز پرداخت. او نخستین کتاب خود، وضع زندگی پرورشگاهی، را در چهارده‌سالگی در تبریز منتشر کرد. او شغل‌های متنوعی برای گذران زندگی داشت.

### سیاست و زندان
در سال ۱۳۳۰، پس از سخنرانی در یک گردهمایی در تبریز، از ترس دستگیری، به تهران فرار کرد. در بازگشت به تبریز بازداشت و شش ماه زندانی شد. پس از آزادی از زندان، بار دیگر به تهران رفت و چند سالی را در این شهر گذراند.

### شعرسرایی
در سال ۱۳۳۶ به ارومیه بازگشت و مدتی در یک کتابخانه به کتابداری مشغول شد. او در دههٔ ۱۳۳۰ خورشیدی به شعرسرایی روی آورد و سروده‌های خود را در کتاب‌هایی با عنوان ابرهای سرگردان، آوای جان، و نیایش چاپ کرد. این اشعار پس از انقلاب ۱۳۵۷ در کتابی به نام از سرگردانی تا رهایی به کوشش نسرین حَکَمی چاپ شدند.

### فعالیت مطبوعاتی
صدری‌افشار دوازده سال بر روی تاریخ علم مطالعه کرد. از سال ۱۳۴۵ تا ۱۳۴۸ با ماهنامهٔ سخن علمی همکاری داشت. بین سال‌های ۱۳۵۶ تا ۱۳۵۸ مدیریت فصل‌نامهٔ آشنایی با دانش را در دانشگاه آزاد ایران برعهده داشت.
صدری‌افشار کار فرهنگ‌نویسی را نزد پرویز شهریاری از سال ۱۳۴۵ در بنیاد فرهنگ ایران با فیش‌نویسی کتاب مخزن‌الادویه آغاز کرد و تا پایان عمر به‌طور تخصصی به حرفهٔ فرهنگ‌نویسی اشتغال داشت. او ویراستاری، ترجمه، تألیف و نشر کتاب‌های متعددی را به‌وسیلهٔ افراد دیگر موجب شد. او به کمک افراد دیگر، کتاب‌های متعددی را ویرایش، ترجمه، تألیف و منتشر کرد. صدری‌افشار از طریق آشنایی با مجید رهنما از ۱۳۴۶ تا ۱۳۵۹ مسئول انتشارات علمی وزارت علوم بود. در این دوره، صدری‌افشار به ترجمهٔ کتاب مقدمه بر تاریخ علم نوشتهٔ جرج سارتن پرداخت.

### پس از انقلاب
صدری‌افشار پس از انقلاب در سال ۱۳۵۹ از وزارت علوم اخراج شد و بدین ترتیب، برخی کارهای او مانند ویراستاری دانشنامه‌ای با نام علوم برای همه ناتمام ماند. از سال ۱۳۵۹ تا پایان عمر، گذران زندگی‌اش تنها از راه نوشتن، ترجمه، و ویرایش بود. در سال ۱۳۵۸ انتشار ماهنامهٔ علمی و فرهنگیِ هدهد را آغاز کرد که مانند بسیاری دیگر از نشریات آن دوران در سال ۱۳۶۱ متوقف شد. در سال‌های بعد به همکاری با نشریاتی مانند فصلنامه‌های بازتاب دانش و «میراث علمی اسلام و ایران» و ترجمهٔ کتاب‌هایی مانند معماری ایران، کاکل طاووس، و انگلیسیان در ایران پرداخت.
او در دههٔ ۱۳۸۰ فرهنگ زبانزدهای فارسی را منتشر کرد. از دید او زبانزد با ضرب‌المثل متفاوت بود و شامل عبارت‌هایی مانند متلک، خوش‌آمدگویی و احوالپرسی می‌شود؛ از جمله «صد سال به این سال‌ها»، «کوچیک شماییم»، «خدا حفظش کنه»، و «خیر ببینی». او هم‌چنین از سال ۱۳۸۶ تا ۱۳۹۷ عضو هیئت تحریریهٔ فصلنامهٔ بازتاب بود.
صدری‌افشار بیشتر به دلیل نگارش فرهنگ‌های واژگان عمومی فارسی مانند فرهنگ معاصر فارسی، فرهنگ فارسی اعلام، فرهنگ معاصر کوچک فارسی، فرهنگ فارسی (دوجلدی)، و فرهنگ‌نامهٔ فارسی شناخته می‌شود. مهم‌ترین کتاب او فرهنگ سه‌جلدیِ فرهنگ معاصر فارسی با همکاریِ نسرین و نسترن حَکَمی است. این کتاب تلفیقی از دو کتاب فرهنگ فارسی امروز (۱۳۶۹) و فرهنگ فارسی اعلام است.

## درگذشت
به گزارش خبرگزاری ایبنا، داوود موسایی، مدیر انتشارات فرهنگ معاصر اظهار داشت: شب یکشنبه، ۲۶ فروردین‌ماه ۱۳۹۷، غلامحسین صدری‌افشار دچار ناراحتی شد و بعد از آن به بیمارستان رسول اکرم منتقل شد.
او ادامه داد: وی که از پیچیدگی روده رنج می‌بُرد، صبح روز ۲۷ فروردین مورد عمل جراحی قرار گرفت که متأسفانه عمل ناموفق بود و این فرهنگ‌نویس بزرگ ساعت هشت صبح سه‌شنبه ۲۸ فروردین ۱۳۹۷ در ۸۳ سالگی درگذشت.

## آثار

### تألیف
- تاریخ در ایران
- سرگذشت سازمان‌ها و نهادهای علمی و آموزشی در ایران
- کتابنامه علوم ایران
- فرهنگ مترجم، با همکاری نسرین حکمی و نسترن حکمی
- فرهنگ زبانزدهای فارسی
- فرهنگ مشاغل سنتی (شامل شغل‌های درباری، نظامی، اداری، فنی، تجاری، خدماتی و کشاورزی)، تهران: نشر آگه
- واژه‌نامهٔ فنی، با همکاری نسرین حکمی و نسترن حکمی
- فرهنگ معاصر فارسی، با همکاری نسرین حکمی و نسترن حکمی. تهران: فرهنگ معاصر
- فرهنگ فارسی اَعلام، با همکاری نسرین حکمی و نسترن حکمی. تهران: فرهنگ معاصر
- فرهنگ معاصر کوچک فارسی، با همکاری نسرین حکمی و نسترن حکمی. تهران: فرهنگ معاصر
- فرهنگ فارسی دوجلدی، با همکاری نسرین حکمی و نسترن حکمی. تهران: فرهنگ معاصر
- فرهنگنامه فارسی سه‌جلدی، با همکاری نسرین حکمی و نسترن حکمی. تهران: فرهنگ معاصر

### ترجمه
- مقدمه بر تاریخ علم، تألیف جرج سارتن (شش جلد؛ جلد ششم (نمایه)، با همکاری نسترن حکمی)
- از سنایی تا سعدی، تألیف ادوارد براون
- تاریخ ریاضیات (دو جلد)
- معماری ایران، تألیف آرتور پوپ، نشر اختران
- کاکل طاووس (ریشه‌های غیراروپاییِ ریاضیات)
- انگلیسیان در ایران، تألیف دنیس رایت، نشر اختران
- مطالعهٔ تاریخ ریاضیات و تاریخ علم
- گفتارها در تاریخ علم
- قانون‌های خلاقیت، تألیف آرتور کستلر (با همکاری عباسعلی کتیرایی)

### شعر
- ابرهای سرگردان، ۱۳۳۶
- آوای جان، ۱۳۳۷
- نیایش، ۱۳۳۹

### ویرایش
- مَآثِرِ سلطانیه
- دو سند از انقلاب مشروطه
- دانش برای همه (۱۳ جلد)